# دمسيزوماب
دمسيزوماب هو جسم مضاد وحيد النسيلة مصمم لعلاج السرطان. طورته شركة أونكومد الدوائية.